# صحوة زمن (مسلسل)
صحوة زمن، مسلسل خليجي يتكون من 30 حلقة. وهو مسلسل درامي اجتماعي تراجيدي صور ما بين الكويت و الأردن يتحدث عن نورية سعاد عبد الله الأم والزوجة القاسية مع زوجها محمد المنصور وكان يعرض على قناة ام بي سي 1, وقناة ام بي سي مصر بث مباشر.